# Тошиу Сузуки
Тошиу Сузуки (на японски: 鈴木 利男; на английски: Toshio Suzuki) е бивш пилот от „Формула 1“.
Роден е в префектура Сайтама, Япония на 10 март 1955 г.

## Кариера
Прави своя дебют във „Формула 1“ в турнира за Голямата награда на Япония през 1993 г.
В световния шампионат записва 2 състезания, като не успява да спечели точки; състезава се за отбора на „Ларус“.